# Jochem Uytdehaage
Jochem Simon Uytdehaage (Utrecht, 9 juli 1976) is een Nederlands oud-schaatser, die in 2002 de gouden medaille won op zowel de vijf als de tien kilometer bij de Olympische Spelen in Salt Lake City. Hij was ook de eerste man die een tijd onder de 13 minuten neer zette op de 10 kilometer: 12.58,92.
Uytdehaage nam in februari 2007, tijdens het WK Allround in Thialf, officieel afscheid van de schaatssport.
Uytdehaage is tevens oprichter van de Stichting Sporttop, een stichting die jonge sporters ondersteunt. Daarnaast is hij ambassadeur van Skate4Air, een stichting die geld inzamelt voor onderzoek naar taaislijmziekte.

## 2001-2002: Gouden jaar
In het seizoen 2001-2002 won Uytdehaage internationaal bijna alles waar hij aan deelnam. Op voordracht van de KNSB heeft de topsportcommissie van NOCNSF besloten Uytdehaage met Martin Hersman en Erben Wennemars nog een extra wedstrijd te laten rijden om de vierde startplek van de olympische 1500 meter aan te wijzen. De skate-off vond plaats tijdens de wereldbekerwedstrijden in Heerenveen, in het weekeinde van 11 tot en met 13 januari 2002. Uytdehaage won dit in 1.49,22. In januari werd hij Europees kampioen allround in de Gunda Niemann-Stirnemann Halle in Erfurt. Een maand later beleefde Uytdehaage zijn hoogtepunt in zijn schaatscarrière. Bij de Olympische Winterspelen in Salt Lake City won hij goud op de 5000 en 10.000 meter. Op beide afstanden schaatste hij een nieuw wereldrecord, waarbij zijn tijd op de 10.000 meter de eerste onder de 13 minuten was. Op de 1500 meter behaalde Uytdehaage de zilveren medaille, achter de Amerikaan Derek Parra. In maart voltooide Uytdehaage een trilogie. In Thialf (Heerenveen) werd hij Wereldkampioen allround met een wereldrecord puntentotaal.
Als bekroning op dit succesvolle jaar werd hij uitgeroepen tot Nederlands sportman van het jaar en ontving hij de Oscar Mathisen-trofee.

## 2002-2003: Post-Olympisch
Het seizoen dat volgde begon zeer stroef voor Uytdehaage. Hij plaatste zich via de NK Afstanden nog net voor de wereldbekercyclus, maar bij het NK Allround wist hij zich met een achtste plaats niet te plaatsen voor het EK Allround van 2003. Ook het WK Allround van 2003 moest Uytdehaage aan zich voorbij laten gaan. Hij kon zijn beide titels van 2002 dus niet verdedigen, doordat hij zich niet wist te plaatsen voor de toernooien. Uytdehaage kon zijn seizoen nog enigszins redden met het WK Afstanden in Berlijn. Op de 5000 meter won hij het goud. Op het podium werd hij geflankeerd door landgenoten Bob de Jong en Carl Verheijen. De Jong was minder dan een halve seconde langzamer, maar voldoende voor een goede seizoensafsluiter voor de geboren Utrechter.

## 2003-2004

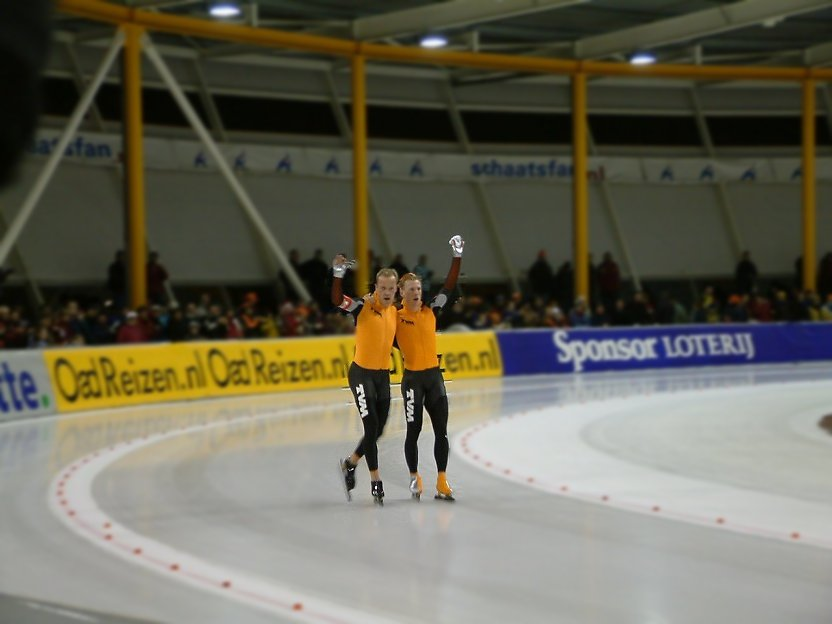
Uytdehaage met Verheijen na het NK Allround

Dit seizoen wist Uytdehaage zich, door goud bij het NK Allround, wel te plaatsen voor de internationale allroundkampioenschappen. In Thialf werd Uytdehaage bij het EK Allround derde achter kampioen Mark Tuitert en teamgenoot Carl Verheijen. Bij het WK allround 2004 werd Uytdehaage uit de wedstrijd gehaald wegens onsportief gedrag. Tijdens zijn zogeheten cooling down schaatste hij ruim een halve ronde lang half voor en naast zijn ploeggenoot Carl Verheijen, die op dat moment zijn 5000 meter reed. Er kwamen protesten van de Amerikanen en Uytdehaage moest de strijd staken, Verheijen behield de overwinning op de 5000 meter.

## 2004-2005
Op 28 september 2004 werd hij opgenomen in het brandwondencentrum van Beverwijk na een ongeluk met zijn Donkervoort sportwagen op de snelweg A27 bij Hilversum.
Door het ongeluk presteerde Uytdehaage minder bij de NK Afstanden en wist hij zich niet te plaatsen voor de wereldbekercyclus. Met een vierde plaats bij het NK Allround kon hij wel naar het EK Allround in Heerenveen. In Thialf greep hij naar de titel voor teamgenoten Sven Kramer en Carl Verheijen. Zijn titel kwam nog in gevaar door een aanval van Kramer op de laatste afstand. Uytdehaage had een voorsprong te verdedigen van bijna 17 seconden op Kramer op de 10.000 meter. Door een zeer snelle Kramer hield Uytdehaage uiteindelijk maar 2,20 seconden van de voorsprong over.

## 2005-2006
De NK Afstanden werden eind december tevens gebruikt als olympisch kwalificatietoernooi. Doordat Uytdehaage zich niet in de top 4 kon rijden op een van de afstanden, mocht hij niet naar de Winterspelen in Turijn en kon zo zijn olympische titels niet verdedigen.
Uytdehaage wist zich wel te plaatsen voor het EK Allround van 2006 in Hamar. Het toernooi werd echter een deceptie. Na een matige 500 en 5000 meter, stond hij klaar voor de 1500 meter toen Carl Verheijen, die net over eindstreep kwam, voorovergebogen in de rug van Uytdehaage reed. In het toernooi eindigde Uytdehaage als elfde.

## Laatste jaren

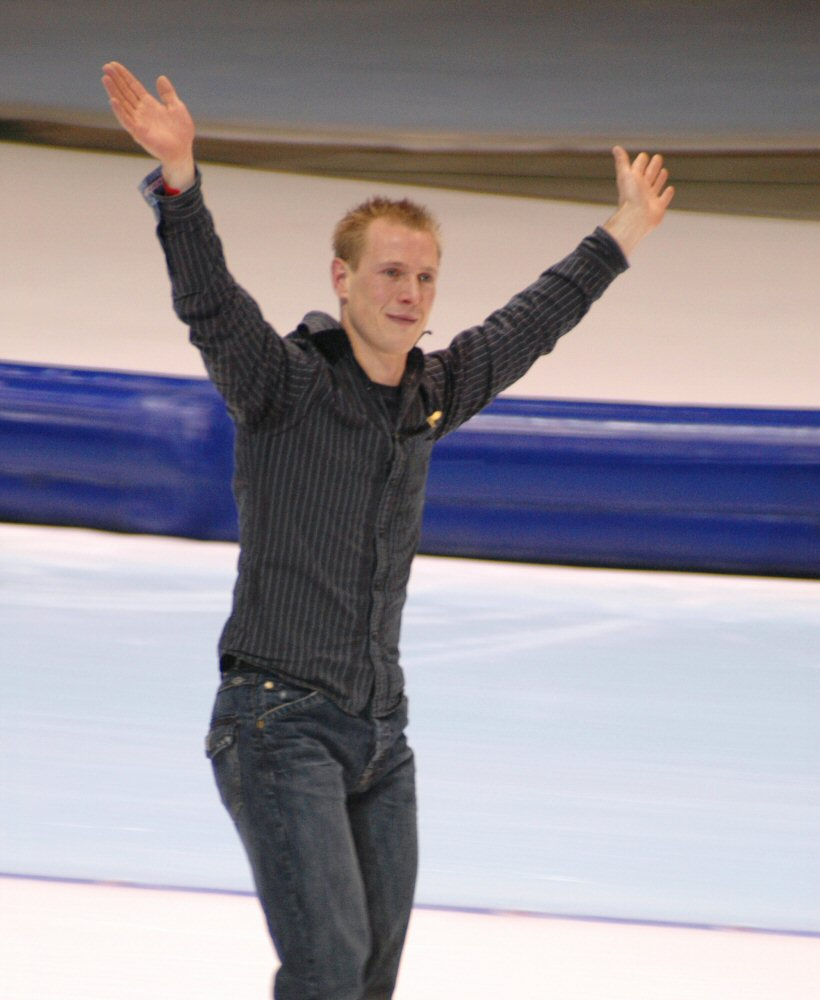
Afscheid tijdens het WK Allround 2007

Van 1998 tot aan het einde van het seizoen 2005-2006 maakte Uytdehaage deel uit van de TVM-ploeg waar hij werd getraind door Gerard Kemkers. Eind maart 2006 maakte Uytdehaage bekend dat hij "behoefte had aan een nieuwe prikkel" en voor Team Telfort ging rijden. Op 6 februari 2007 maakte Jochem Uytdehaage bekend dat hij een punt gezet heeft achter zijn schaatscarrière. Dit besluit nam hij nadat hij twee seizoenen op rij zwak gepresteerd had. Hij kwam tot de conclusie dat hij niet meer op topniveau mee kon draaien.
Op 10 februari 2007 nam hij officieel afscheid in een vol Thialf tijdens het Wereldkampioenschap schaatsen allround 2007.
Vijf jaar later, de ochtend van 12 februari 2012, reed Uytdehaage in een Controltenue mee met de natuurijsklassieker, de 11e Hollands Venetiëtocht samen met Mark Tuitert waar voor het eerst een kluungedeelte bij de Belterwijde was aangelegd.
Na het afscheid als topsporter heeft Jochem zich ontwikkeld tot expert op het gebied van duurzame vitaliteit, hiermee geeft hij workshops en inspiratiesessies voor organisaties die willen werken aan de duurzame vitaliteit van hun onderneming. Dit doet hij vanuit zijn bedrijf https://deuytdhaaging.nl/. Ook bracht hij in 2022 zijn eerste boek uit met de titel "Opgeladen", waarin hij aan de hand van vier batterijen van energie, (de spirituele batterij, de emotionele batterij, de mentale batterij en de fysieke batterij) met voorbeelden uit zijn schaatsloopbaan handvatten biedt om goed in balans te functioneren als mens en professional. 

## Records
Hij was van 9 januari 2005 tot 19 maart 2006 houder van het Nederlands record punten op de grote vierkamp (150,997). Hij verloor dit record aan Sven Kramer, die op het WK Allround 2006 148,107 punten behaalde.

### Persoonlijke records
| Afstand       | Tijd     | Datum            | Baan           |
| ------------- | -------- | ---------------- | -------------- |
| 500 meter     | 36,27    | 19 november 2005 | Salt Lake City |
| 1000 meter    | 1.11,36  | 24 februari 2001 | Calgary        |
| 1500 meter    | 1.44,57  | 19 februari 2002 | Salt Lake City |
| 3000 meter    | 3.43,28  | 16 maart 2001    | Calgary        |
| 5000 meter    | 6.14,66  | 9 februari 2002  | Salt Lake City |
| 10.000 meter  | 12.58,92 | 22 februari 2002 | Salt Lake City |
| Achtervolging | *3.41,63 | 12 november 2005 | Calgary        |

* samen met Rintje Ritsma en Remco olde Heuvel

### Wereldrecords
| Nr. | Afstand         | Tijd     | Datum            | Baan           |
| --- | --------------- | -------- | ---------------- | -------------- |
| 1.  | Kleine vierkamp | 147,668  | 17 maart 2001    | Calgary        |
| 2.  | 5000 meter      | 6.14,66  | 9 februari 2002  | Salt Lake City |
| 3.  | 10.000 meter    | 12.58,92 | 22 februari 2002 | Salt Lake City |
| 4.  | Grote vierkamp  | 152,482  | 17 maart 2002    | Heerenveen     |

### Adelskalender
Jochem Uytdehaage heeft twee periodes aan de top van de Adelskalender gestaan: eerst van 17 maart 2001 tot 2 februari 2002 (322 dagen) en een tweede keer van 9 februari 2002 tot 13 november 2005 (1.373 dagen). In totaal heeft Jochem Uytdehaage 1.695 dagen aan de top van de Adelskalender gestaan.
Hieronder staan de persoonlijke records (PR's) waarmee Jochem Uytdehaage aan de top van de Adelskalender kwam en de PR's die hij had staan toen hij van de eerste plek verdreven werd. Tevens zijn de gegevens weergegeven van de schaatsers die voor en na hem aan de top van de lijst stonden.
| Datum      | 500 m | 1500 m  | 5000 m  | 10.000 m | Punten  |              |
| ---------- | ----- | ------- | ------- | -------- | ------- | ------------ |
| 26-11-2000 | 37,42 | 1.48,15 | 6.18,72 | 13.03,40 | 150,521 | Gianni Romme |
| 17-03-2001 | 36,54 | 1.46,32 | 6.20,82 | 13.23,02 | 150,213 |              |
| 02-02-2002 | 36,97 | 1.47,88 | 6.18,72 | 13.03,40 | 149,972 | Gianni Romme |
| 09-02-2002 | 36,54 | 1.46,32 | 6.14,66 | 13.23,02 | 149,597 |              |
| 10-11-2005 | 36,29 | 1.44,57 | 6.14,66 | 12.58,92 | 147,558 |              |
| 13-11-2005 | 36,37 | 1.44,24 | 6.09,68 | 13.03,99 | 147,284 | Chad Hedrick |

## Resultaten
| Jaar | NK Afstanden                   | NK Allround             | EK Allround              | Olympische Spelen       | Wereldbeker                | WK Afstanden | WK Allround           |
| ---- | ------------------------------ | ----------------------- | ------------------------ | ----------------------- | -------------------------- | ------------ | --------------------- |
| 1996 | 8e 1500m 13e 5000m             | NC18 (22e, 11e, 19e, -) | -                        |                         | -                          | -            | -                     |
| 1997 | -                              | NC21 (20e, 17e, 20e, -) | -                        |                         | -                          | -            | -                     |
| 1998 | 17e 1500m 11e 5000m 6e 10.000m | · (12e, 5e, 8e, 4e)     | -                        | -                       | -                          | -            | -                     |
| 1999 | 16e 1500m 8e 5000m 5e 10.000m  | · (7e, 4e, 4e, )        | -                        |                         | 29e 5k/10k                 | -            | -                     |
| 2000 | 9e 1500m · 4e 5000m · 10.000m  | 5e · (7e, 4e, 8e, )     | -                        |                         | -                          | -            | -                     |
| 2001 | 4e 5000m · 10.000m             | · (, , 6e, )            | 4e (6e, 7e, 5e, 4e)      |                         | 34e 1500m 8e 5k/10k        | 7e 10.000m   | 10e (18e, 9e, 8e, 9e) |
| 2002 | 11e 1500m 5e 5000m             | -                       | · (4e, , 5e, 5e)         | 1500m · 5000m · 10.000m | 34e 1500m 8e 5k/10k        |              | · (5e, , 4e, )        |
| 2003 | 7e 1500m 4e 5000m              | 8e (11e, 7e, 9e, 6e)    | -                        |                         | 11e 1500m · 5k/10k         | 5000m        | -                     |
| 2004 | 4e 1500m · 5000m · 10.000m     | · (5e, , )              | · (6e, 4e, 4e, 4e)       |                         | 12e 1500m 4e 5k/10k        | -            | NS3 (12e, 8e, -, -)   |
| 2005 | 13e 1500m 13e 5000m 6e 10.000m | 4e · (, 5e, , 5e)       | · (, 5e, , 5e)           |                         | 7e 5k/10k                  | 7e 5000m     | 5e (11e, 7e, 5e, 6e)  |
| 2006 | 7e 1500m 6e 5000m              | -                       | 11e (14e, 14e, 16e, 12e) | -                       | 22e 5k/10k · achtervolging |              | -                     |
| 2007 | 16e 1500m 9e 5000m 8e 10.000m  | 9e (13e, 8e, 17e, 9e)   | -                        |                         | -                          | -            | -                     |

NC# = niet gekwalificeerd voor de laatste afstand, maar wel als #e geklasseerd in de eindrangschikking
NS# = niet gestart op de #e afstand
(#, #, #, #) = afstandspositie op allroundtoernooi (500m, 5000m, 1500m, 10.000m)
- = geen deelname

### Wereldbekerwedstrijden
| Jaar | 1500m                 | 5k/10k                  | achtervolging |
| ---- | --------------------- | ----------------------- | ------------- |
| 1999 |                       | -, -*, -, 9e, -         |               |
| 2000 |                       |                         |               |
| 2001 | -, -, 3e(b), -, -     | 16e, 12e*, 10e, 5e, 5e  |               |
| 2002 | -, -, -, -, -, 1e(b)  | 6e, 9e, , 10e*, 8e, 10e |               |
| 2003 | 7e, 9e, 16e, 4e, -, - | 4e, , , 6e*, ,          |               |
| 2004 | 5e, 6e, 9e            | 6e, *, , 7e, 6e, 6e*    |               |
| 2005 |                       | -, -, 8e*, , 5e, -*     |               |
| 2006 |                       | -, -, 14e*, 1e(b), -    | , , -         |

(B) = B-groep
* = 10.000m
- = geen deelname

### Medaillespiegel
| kampioenschap              | goud | zilver | brons |
| -------------------------- | ---- | ------ | ----- |
| NK Afstanden               | 2    | 1      | 1     |
| NK Allround wedstrijden    | 2    | 4      | 4     |
| NK Allround eindklassement | 2    | 1      | 1     |
| EK Allround wedstrijden    | 1    | 2      | 0     |
| EK Allround eindklassement | 2    | 0      | 1     |
| WK Allround wedstrijden    | 2    | 0      | 0     |
| WK Allround eindklassement | 1    | 0      | 0     |
| WK Afstanden               | 1    | 0      | 0     |
| Olympische Spelen          | 2    | 1      | 0     |
| Wereldbekerwedstrijden     | 3    | 4      | 3     |
| Wereldbeker eindklassement | 0    | 0      | 2     |
| Totaal                     | 18   | 13     | 12    |